# Пагегское староство
Паге́гское староство (лит. Pagėgių seniūnija) — одно из 5 староств Пагегского самоуправления Таурагского уезда Литвы. Административный центр — город Пагегяй.

## География
Расположено на западе Литвы, в центральной части Пагегского самоуправления в Нижненеманской низменности/
Граничит с Стонишкяйским староством на западе, Наткишкяйским — на севере, Лумпенайским — на юге и юго-востоке, Лауксаргяйским староством Таурагского района — на востоке, и Славским районом Калининградской области России — на юго-западе.

## Население
Пагегское староство включает в себя города Пагегяй и Панямуне, а также 24 деревни.